# The STRAT Hotel, Casino & Skypod
Pour les articles homonymes, voir Strat.
Cet article possède un paronyme, voir Stratosphère.
Le STRAT Hotel, Casino & Skypod (anciennement Stratosphere Las Vegas) est un complexe hôtel-casino situé sur le Strip, à Las Vegas dans l'État du Nevada. Il est la propriété du groupe American Casino & Entertainment Properties. L’hôtel offre 2 444 chambres et un casino d’environ 7 400 m2.

## Histoire et conception
Le STRAT est situé sur l'emplacement le plus au nord des casinos majeurs du Strip ( la plus grande artère touristique) de Las Vegas. Après l’achèvement des travaux de construction, en 1996, il fut au début moins populaire que prévu, en grande partie à cause de son emplacement excentré. Mais ses chambres à bas prix et ses offres uniques assurèrent finalement son succès. Même si de nombreux touristes considèrent encore son éloignement comme un problème, d’autres trouvent que son équidistance entre les grandes attractions du Strip et le centre-ville, où se trouve Fremont Street, est un avantage.
- À partir du 12e étage les chambres sont non-fumeurs.
- Une piscine tous publics se situe au 8e étage, tandis qu'une seconde accessible par le 24e étage, réservée aux personnes majeures (21 ans et plus aux États-Unis), offre aux femmes la possibilité d'enlever le haut de leur maillot.
- L'accès au restaurant haut de gamme du sommet de la tour, nécessite une vérification préalable de sécurité semblable à celle des aéroports. La vue des chambres côté Est donne sur les sierra.
- La tour culmine à 350 m (1149 pieds) et est la plus haute structure de Las Vegas. Elle est également la seconde plus haute structure des États-Unis à l’ouest du Mississippi.
- Les ascenseurs menant au sommet sont parmi les plus rapides au monde (9,5 m/s, soit 34 km/h).

## Sommet
Le sommet de la tour comporte :
- Deux ponts d'observations, intérieur et extérieur,
- Un restaurant tournant panoramique à 360°, The top of the World et
- Trois attractions.

On peut contempler la ville au milieu des montagnes et du désert du Nevada, s'illuminant au rythme du crépuscule.

### Attractions
Ces attractions sont situées au sommet de la tour, dans un contexte unique et original, les rendant ainsi vertigineuses et sensationnelles.
- La plus visible est Big Shot, la tour de chute de type Space Shot (propulsions de montées subites le long de l'antenne), culminant à 350 mètres de haut, un record dans ce domaine.
- Insanity the Ride, ouvert en 2005, à 274 m est une attraction tournante en s'écartant par force centrifuge au-dessus du vide.
- Xscream est un rail basculant vers le bas, sur lequel circule une nacelle s'arrêtant à son extrémité, donnant l'impression d'être expulsé au-dessus du vide, puis remontant et rebasculant de nouveau vers le bas de manière impressionnante et vertigineuse.
- Jusqu'en décembre 2005, la tour comprenait également un parcours de montagnes russes en métal High Roller élevé à 277 m du sol.

Insanity et Xscream peuvent être observées depuis le restaurant.

### Saut dans le vide et parcours sur le rebord de la terrasse
- Le Skyjump, est un impressionnant saut, relié à un cable en acier effectué depuis le sommet (260 m), l'arrivée au sol étant freinée par l'inertie d'une bobine.
- Un parcours effectué en équilibre sur le périmètre du rebord de la terrasse, au-dessus du vide en étant attaché, est proposé par groupes de personnes.

## Services de l'hôtel

### Chambres
L'hôtel compte 2 427 chambres et suites.
| - Deluxe Guestroom - Stratosphere Select - Deluxe Premier View - Deluxe Strip View |  | - The Grand Suite - The Oasis Suite - Handicap-Accessible Room |

## Galerie

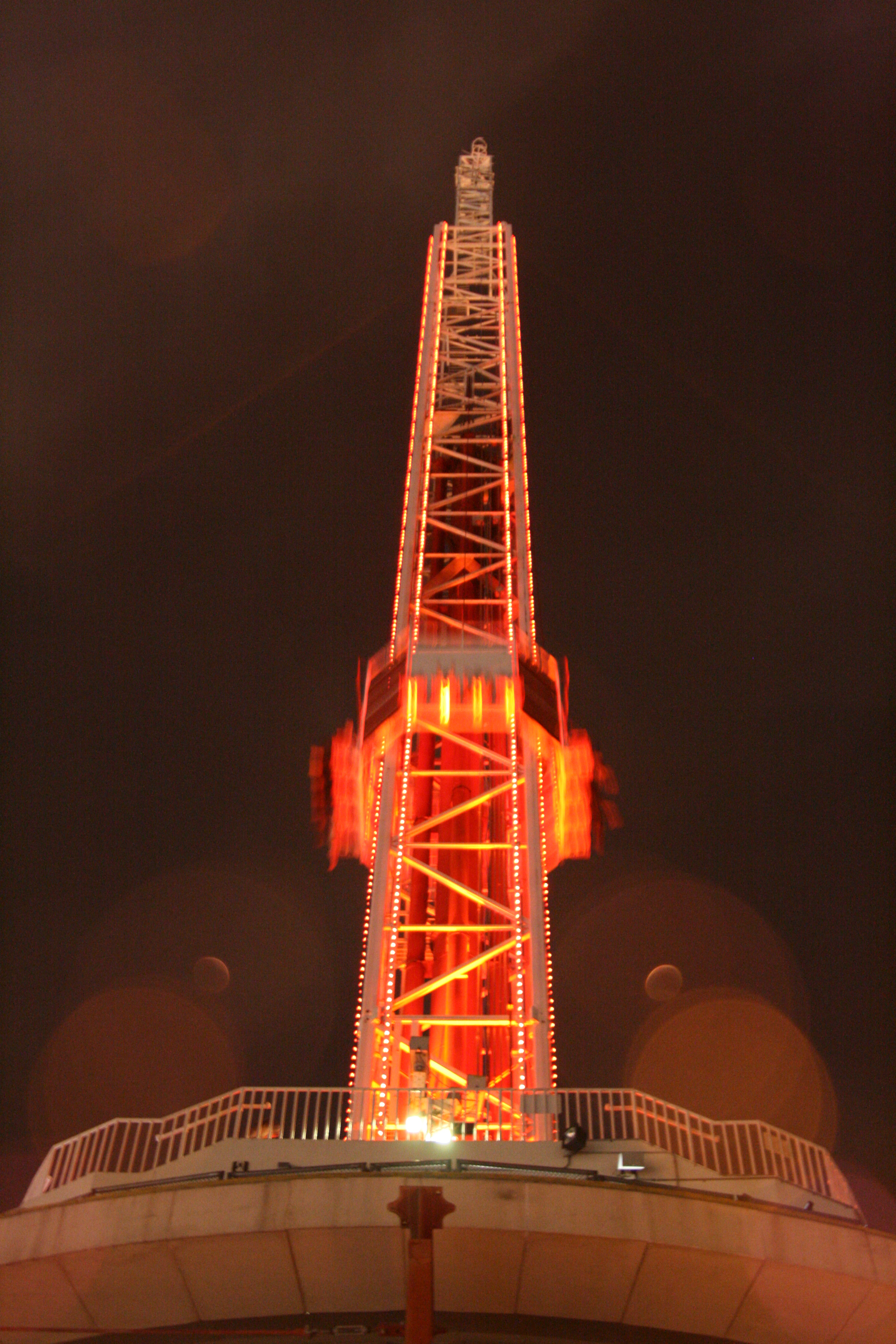
Big Shot
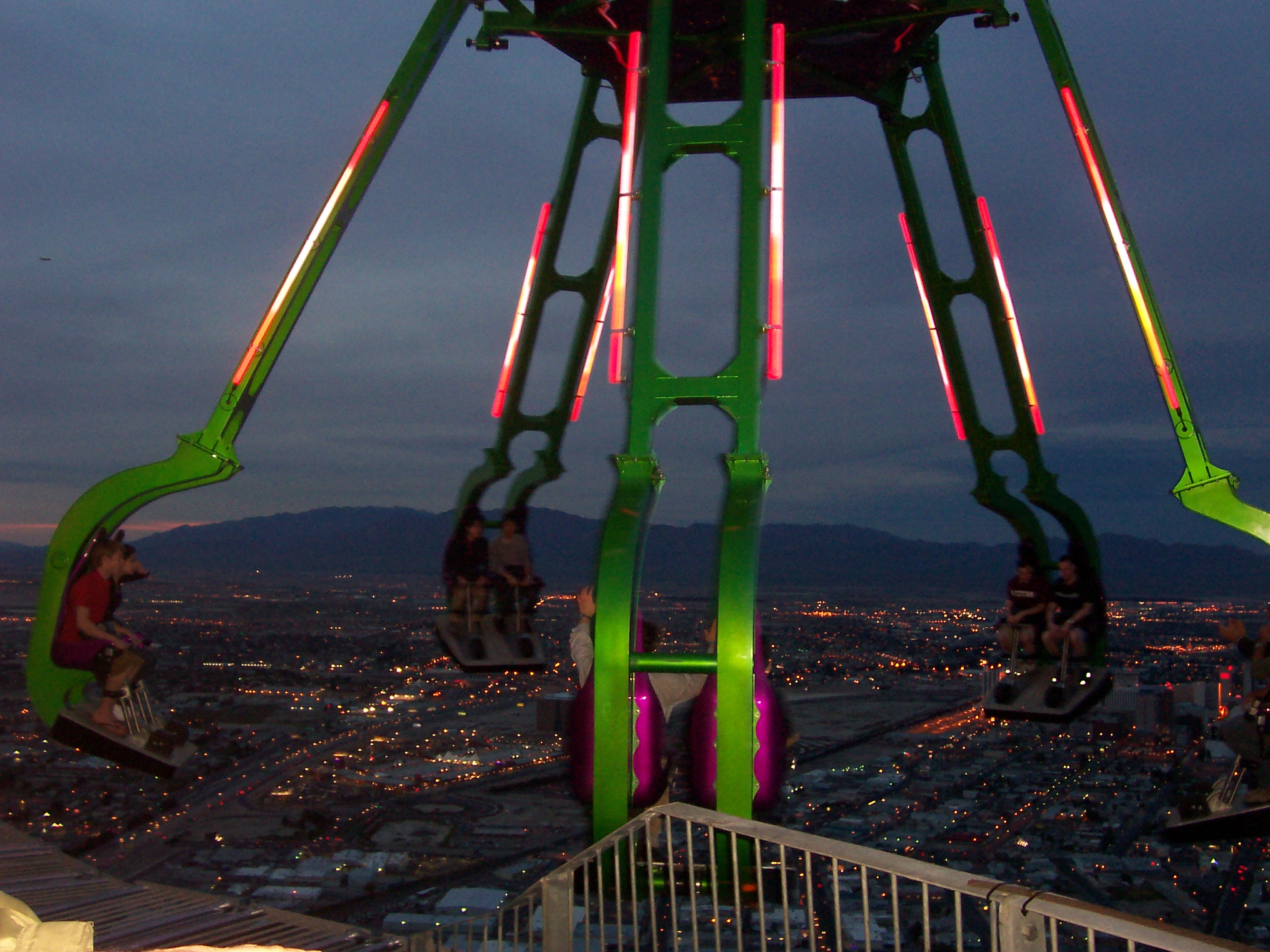
Insanity the Ride
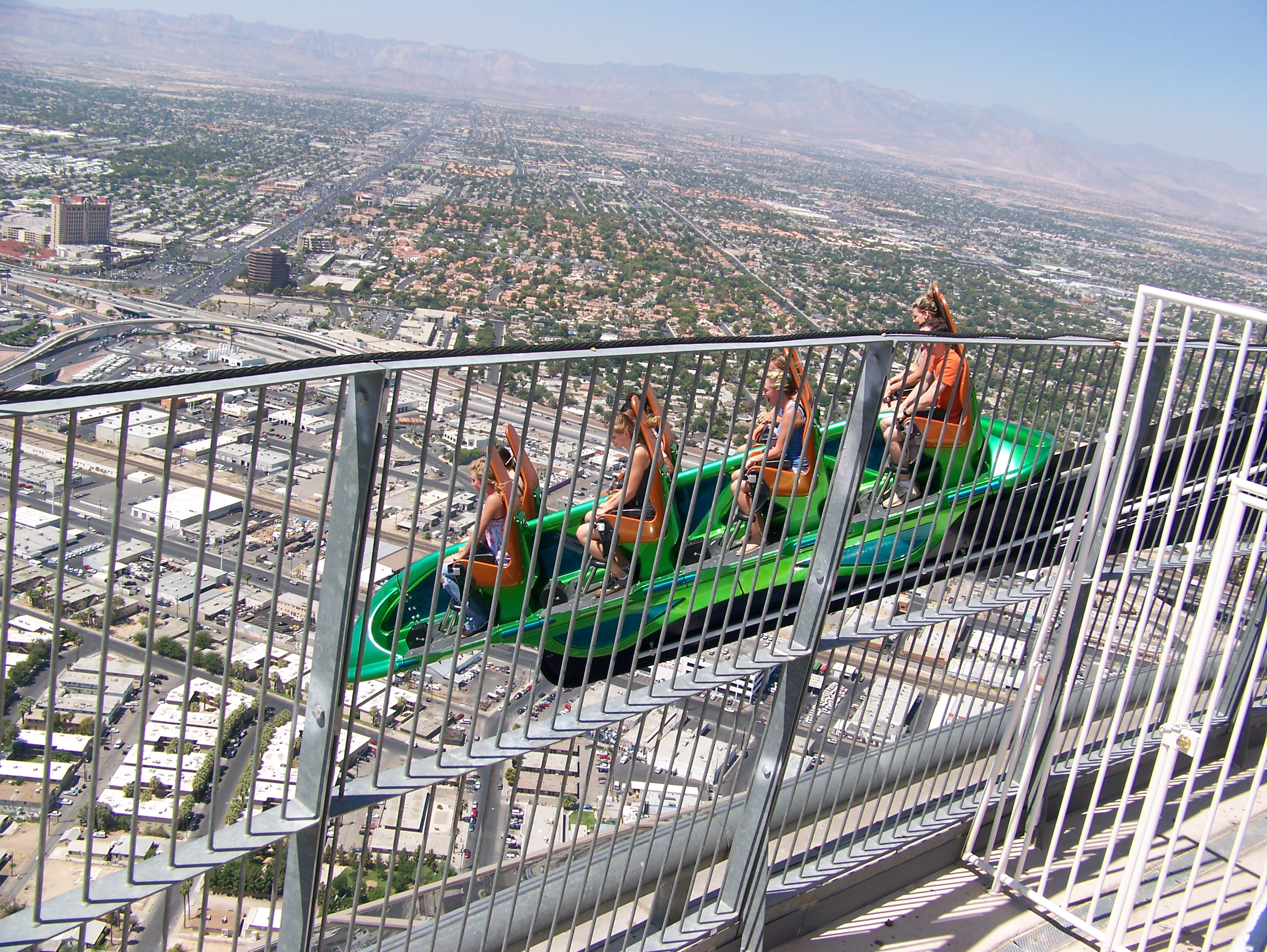
Xscream
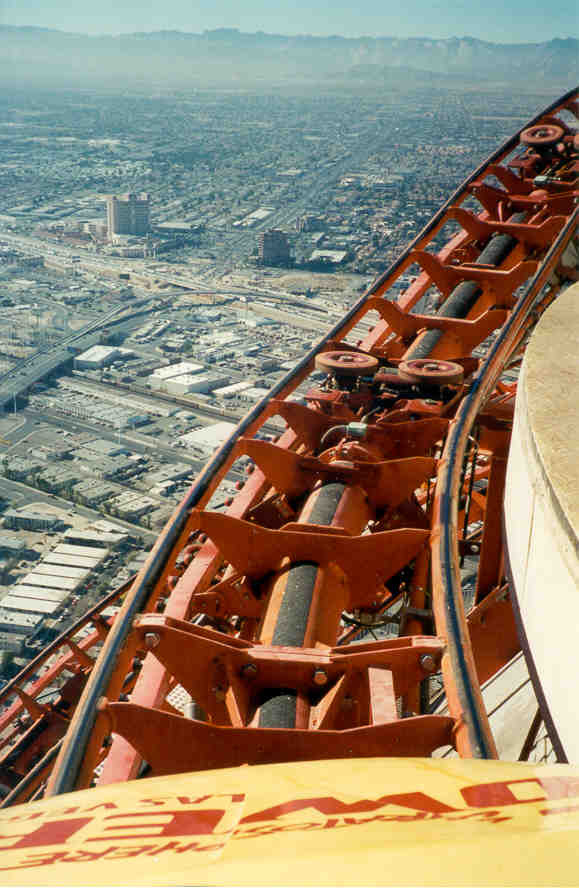
High Roller (fermé et démonté en 2005)
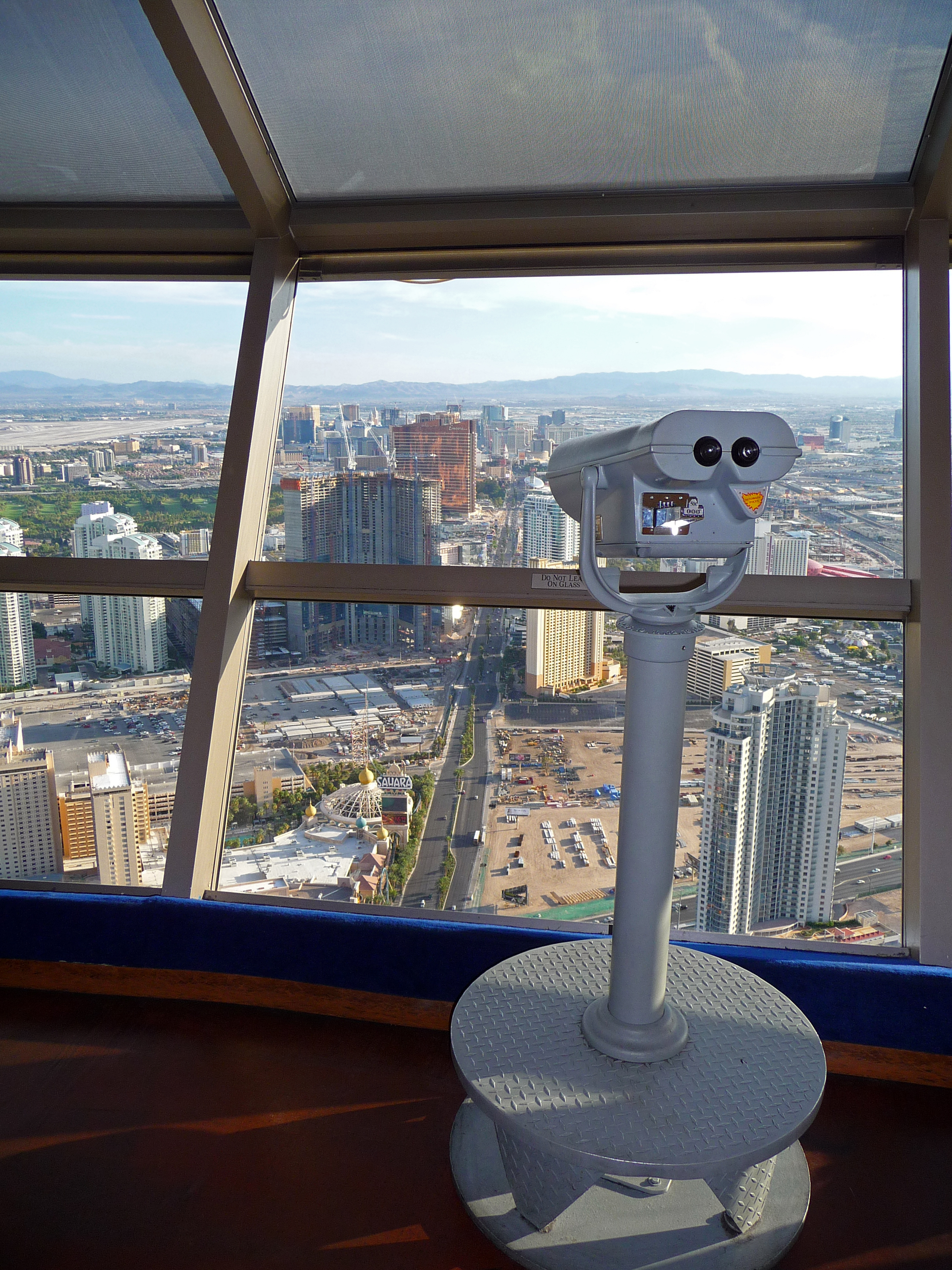
Poste d'observation en haut de la tour

## Culture populaire
- En 1998, une partie du tournage d'un épisode de Chicago Hope a eu lieu au Stratosphere[2].
- En 1999, des scènes pour l'émission de jeu télévisé Real World/Road Rules Challenge 2000 ont été filmées, impliquant des concurrents sautant à l'élastique de la tour du Stratosphere[3],[4],[5].
- Le Stratosphere a également été utilisé en 1999 pour le tournage de la série télévisée The Strip[3].
- Le casino et la tour sont présentés dans le film Domino de 2005, dans lequel le propriétaire est volé de 10 millions de dollars et le sommet de la tour est endommagé par une explosion[6].
- La tour est l'inspiration du lieu/carte Vertigo Spire présentée dans le jeu vidéo Tom Clancy's Rainbow Six: Vegas de 2006[7].
- La tour a été présentée dans l'épisode "Sin City Meltdown" de Life After People en 2009. 300 ans après les humains, la tour est l'une des dernières choses reconnaissables à Las Vegas, mais un tremblement de terre finit par la faire tomber.
- La mort du jeune adolescent de 16 ans de Las Vegas, Levi Presley, par suicide depuis la plateforme d'observation, a servi de base à l'essai de John D'Agata en 2010 intitulé "What Happens There" pour The Believer, et plus tard au travail de D'Agata et Jim Fingal intitulé "The Lifespan of a Fact"[8].
- Le Lucky 38, un casino fictif à tour présenté dans le jeu vidéo Fallout: New Vegas de 2010, ressemble en partie au Stratosphere[9],[10].
- Les acteurs Michael Douglas et Mary Steenburgen sont montés sur le manège X-Scream pour tourner une scène du film Last Vegas de 2013[11].
- En 2013, la tour a été présentée dans l'épisode 24 de la troisième saison de l'édition israélienne de The Amazing Race dans le cadre d'une tâche Roadblock où les concurrents devaient sauter de la tour sur le SkyJump[12].
- Dans la série télévisée Syfy Dominion de 2014, l'archange Michael vivait dans la tour d'observation du Stratosphere[13].
- Une réplique de la tour se trouve dans le jeu de course de 2014 The Crew, dans la partie nord de Las Vegas[14].
- L'hôtel, le casino et la tour ont été présentés au début du film Sharknado: The 4th Awakens de 2016[15],[16],[17].
- En 2023, le tournage du film d'action et de comédie The Family Plan a eu lieu au Strat[18],[19].
- En mai 2023, Tyler Toney, du groupe YouTube Dude Perfect, a établi le record du monde du lancer de basket-ball le plus haut depuis la tour d'observation du STRAT, à 856 pieds au-dessus du panier[20],[21].
- Le film The Family Plan (2023) y est en partie tourné.

### Source
- NTM Jhon, No Limit: the Rise and Fall of Bob Stupak and Las Vegas' Stratosphere Tower (Huntington Press, 1997)  (ISBN 0-929712-18-8)